# 낙동강 방어선 전투
낙동강 방어선 전투(洛東江 防禦線 戰鬪, 영어: Battle of the Pusan Perimeter)는 국군과 유엔군, 북한군 사이에 벌어진 치열한 전투로 1950년 8월 4일부터 같은 해 9월 18일까지 벌어졌다. 이 전투은 6.25 전쟁 사상 중요한 전투 중 하나였다. 한국의 공산화를 막기 위해 투입된 유엔군 병력 140,000명이 북한군 98,000명의 마지막 침공을 막기 위해 노력했다. 국군과 유엔군은 북한군의 지속적인 공세에 계속 후퇴하면서 낙동강 방어선까지 물러났는데, 이 방어선은 한반도 남쪽에 구축된 140km의 방어선이었다. 미군 주도의 유엔군은 병력의 손실을 최소화하며 북한군의 공격을 6주 동안 막아냈다. 주요 전투는 대구, 마산, 포항, 낙동강 일대에서 벌어졌다. 
1950년 8월과 9월 사이, 북한군의 대공세가 2차례나 있었음에도 불구하고, 국군과 유엔군의 성공적인 방어로 인하여 북한의 두 공세 모두 실패로 끝나게 되었다. 북한군은 보급품 부족과 병력의 손실로 낙동강 방어선에서 유엔군이 반격할 시 쉽게 무너질 가능성이 있었다. 이에 반해 유엔군은 부산항을 통해 병력, 장비 등을 압도적으로 보유할 수 있었고, 전투 동안 해군과 공군은 북한군의 공세를 저지하는데 기여했다. 6주 후 북한군은 인천 상륙 작전으로 완전히 궤멸당했다. 이 전투로 인해 북한군의 보급로가 일시적으로 차단되면서 북한군은 낙동강 지역에서 공세를 할 수 없게 되었고, 국군과 유엔군은 전세 역전의 기회를 잡을 수 있었다.

## 발단

### 전쟁의 발발
6.25 전쟁이 발발한 이후 유엔은 조선민주주의인민공화국의 침공을 받은 대한민국에 군대를 파병하기로 결정했다. 미국은 북한군의 침공에 반격하고, 대한민국의 붕괴를 막기 위해 지속적으로 병력을 보냈다. 그러나 극동에서의 미군 병력은 제2차 세계 대전 이후 꾸준히 약화되었고, 일본에 있던 미국 제8군의 제24보병사단이 대한민국에서 가장 가까운 거리에 있던 미군이었다. 그 당시 일본 내의 재일 미군의 필요성이 줄어들었기 때문에 사단은 조직력이 약했고, 사단 대부분의 무기는 구식이었다. 그럼에도 불구하고 24보병사단은 급하게 대한민국으로 파병되었다. 24보병사단은 북한군의 충격 공세를 처음으로 맡은 한국에 파병된 미군 부대였다. 이들의 임무는 북한군의 침공을 최대한 지연시켜 후속 부대의 도착을 위한 시간을 벌어주는 것이었다. 사단은 제7보병사단과 25보병사단, 제1기병사단 등의 미국 제8군의 지원군이 올 때까지 몇 주간 홀로 북한군의 침공을 지연시키려고 노력했다. 그러나 24보병사단은 7월 5일 오산 전투에서 심각한 피해를 입었다. 오산 전투는 미군과 북한군 사이의 첫 전투였다. 스미스 부대의 패배 이후 첫 1달 동안 24보병사단은 지속적으로 패배했고, 북한군의 수적 및 물적 우세로 계속 남하해야 했다. 24보병사단은 천안 전투, 평택 전투에서 패배함으로써 충청도 일대까지 후퇴해야 했다. 24보병사단은 대전 전투에서 마지막 저항을 했고, 7월 20일까지의 전투 끝에 거의 궤멸되었다. 그 시기 동안, 제 8군의 전투 병력은 북한군의 수와 거의 비슷했고 새로운 유엔군 병력 또한 매일 대한민국으로 도착하고 있었다.

### 북한군 진공

북한군의 파상공세를 보여주는 지도. 낙동강 방어선은 한반도의 동남쪽 가장자리이다.

북한군이 대전을 함락시킨 후, 북한군은 낙동강 방어선을 모든 방면에서 포위하기 시작했다. 조선인민군 4사단과 6사단이 남쪽으로 빠르게 진격하였다. 두 사단은 유엔군의 왼쪽 측면을 포위하기 위해 협력하였고, 매우 빠르게 세력을 뻗치고 있었다. 그들은 유엔군의 주둔지까지 진격하며 미군과 한국군을 격퇴했다. 동쪽에서는 89,000명의 북한군이 6개의 방향으로 나뉘어 한국군을 기습적으로 섬멸했고, 완전히 추격하기 시작했다. 한국군은 전쟁에 준비가 되지 않았고, 전반적으로 조직력이 약하고 장비가 부족했다. 수적 우세로 북한군은 한국군 38,000명의 고립된 저항을 섬멸한 후 남쪽으로 꾸준히 움직이는 대한민국 부대들의 전선을 붕괴시켰다. 대부분의 한국군은 침공에 맞서 후퇴했다. 1950년 6월 28일, 대한민국의 수도 서울이 함락되었다. 이는 대한민국 정부와 군대가 더욱 남쪽으로 이동하는 계기가 되었다. 지속적으로 격퇴당하고 있음에도 불구하고 한국군은 남쪽으로 내려갈수록 북한군의 공세를 최대한 지연시키기를 바라며 더욱 거세게 저항했다. 남북한의 부대 모두 중요한 몇몇 도시를 점령하기 위해 서로에게 큰 피해를 입히며 싸우게 되었다. 한국군은 영덕-강구 전투에서 영덕을 지키기 위해 치열하게 싸우다 후퇴했으며, 안동 전투에서 북한군의 공세를 막기 위해 저항하였다. 서쪽에서 미군은 북한군의 공세가 멈출 때까지 반복적으로 격퇴당했다. 3군단의 부대 중 하나인 29보병사단은 한국에 새로 투입되었는데 하동 전투에서 7월 27일 섬멸당함으로써 부산 지역으로의 길을 열어주게 되었다. 곧, 진주가 19보병연대의 패퇴로 뚫림으로써 부산으로 가는 또 하나의 길목이 북한군의 손에 넘어가게 되었다. 미군 부대는 노치 전투의 측면에서 북한군에 의해 격퇴 당했다. 급증하는 손실로 북한군은 며칠간 재정비를 할 시간을 갖기 위해 서쪽 측면으로 후퇴했다. 이는 양측에게 낙동강 방어선에서의 전투에 대비할 시간을 벌어주었다.

## 서막

### 방어선의 영역

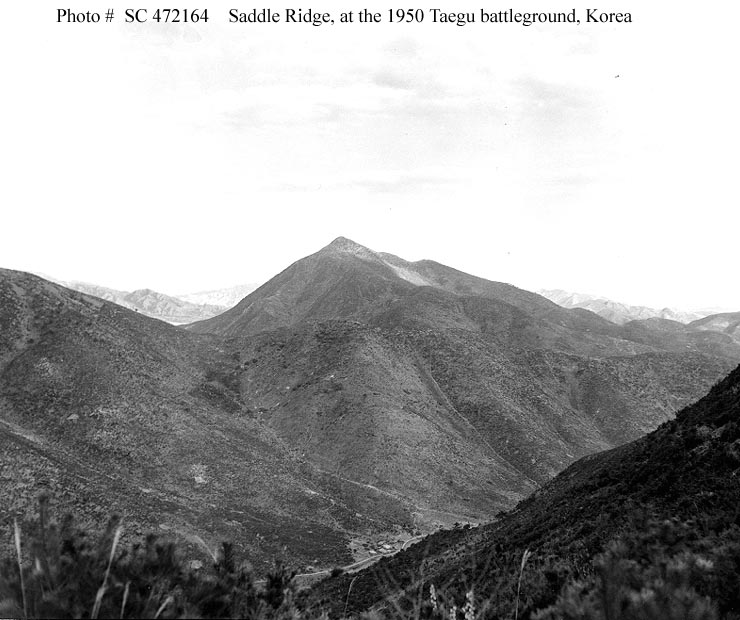
유엔군에 의해 방어되던 낙동강 방어선 중 하나인 대구의 안장 산등성이

유엔 병력은 1950년 7월부터 8월까지에 걸쳐 부산 주위에 방어선을 설립했다. 140마일 정도 되는 방어선 대한 해협에서 동해 사이로 뻗어 있었다. 서쪽으로 방어선은 낙동강에 의해 차단되었는데, 그 강은 대구를 따라 굽이 흘렀다. 낙동강이 진주와 김해 일대를 흐르는 남강 지역은 방어선 내부에 포함되어 있어서 방어선 일대에서 제외했다. 북쪽 경계는 왜관과 안동에서 영덕까지 이어지는 태백산맥 위의 불규칙적인 선이었다. 김해평야와 포항-대구 사이의 협곡 (영천, 경산 등)을 제외하고, 이 영역은 거친 산간이 많았다. 사우스코리아 선(남한선)을 따라 포항의 북동쪽의 영역은 겉보기와 달리 위험했으며, 그 지역에서의 이동은 매우 어려웠다. 그러므로 유엔은 부산 부근의 방어선을 동해 남쪽과 동쪽을 따라 설치했으며, 낙동강을 서쪽으로 삼고 산간이 많은 지역을 북쪽으로 삼아 자연적 방어선을 형성하고자 했던 것이다. 그러나 이러한 방어선은 유엔군 간의 의사소통 또한 어렵게 만들었는데, 대표적인 지역이 포항이었다. 이 지역의 유엔군은 낙동강 지역이 신선한 채소와 깨끗한 식수 공급이 어려웠기 때문에 여름의 고온과 관련된 인원 손실로부터 고통을 받고 있었다. 대한민국은 1950년의 여름에 심각한 가뭄을 겪었고 정상적인 강수량보다도 더 적은 비가 내렸다. 고온건조한 기후로 많은 병사들이 이와 관련된 병으로 고통을 받았고 미군 병력이 그 중 심했다.

### 참여 병력

#### 육군 병력
조선인민군(북한군) 병력은 10개 사단의 기계화된 제병 연합 부대로 조직되어 있었다. 7월 달에 이들의 수는 대체적으로 잘 훈련되고 장비가 제대로 이루어진 9만 명이었고, T-34 전차도 다량 보유하고 있었다. 그러나 미군과 대한민국 군대의 방어전은 북한군의 대한민국 침공을 두드러지게 지연시켰고, 58,000명의 병력 손실과 다수의 전차를 파괴했다. 이러한 손실을 보충하기 위해 북한군은 경험이 부족한 사람들로의 대체와 징병에 의존해야 했다. 징병군의 대다수는 북한군이 점령한 남한 지역에서 왔다. 부산 부근 전투 과정에서 북한군 13개의 보병사단과 1개의 기계화 사단을 보유하고 있었다.

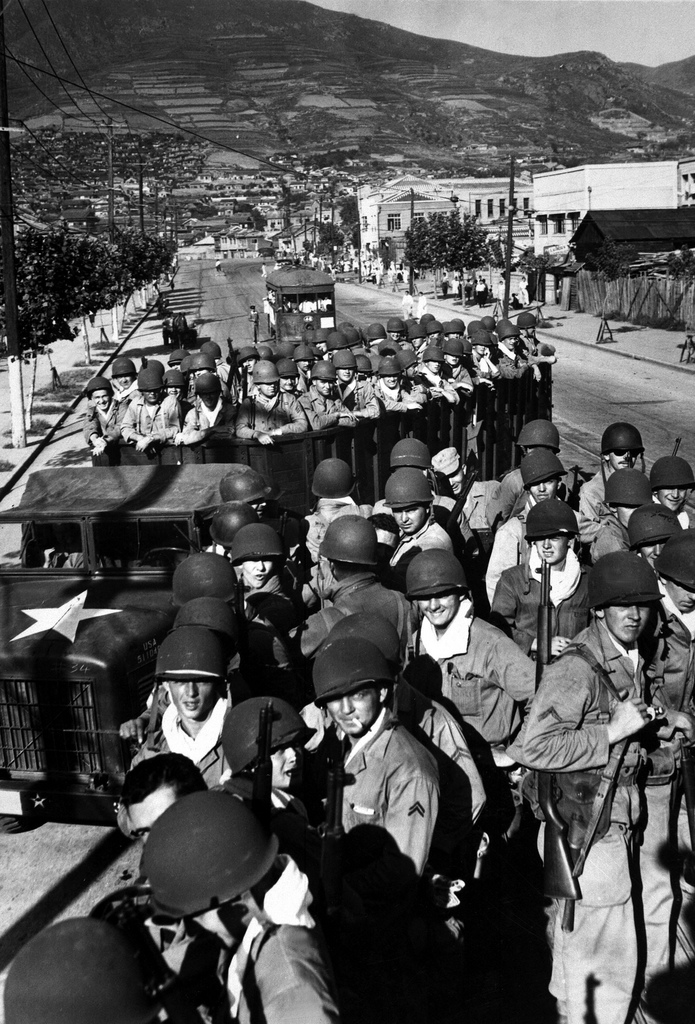
미국 해병대가 부산항에 도착한 후 트럭을 타고 전선으로 이동 중이다.

유엔군 병력은 미군의 지휘 하에 조직되었다. 미국 제8군은 유엔군의 사령부 직책으로써의 임무를 맡았고, 대구에 본부를 두었다. 3개의 약한 미군 사단이 미국 제8군 휘하에 있었는데, 제24보병사단이 7월 초에 한반도에 도착했고, 제1기병사단 및 제 25보병사단이 7월 14일부터 7월 18일 사이에 도착했다. 이 병력들은 방어선의 서부 지역을 점령했는데, 이 선은 낙동강을 따라 나 있었다. 대한민국 군대는 58,000명의 병력을 보유하고 있었는데,  이들 또한 2개의 군단 및 5개의 사단으로 나뉘어 있었다. 제1군단은 제8보병사단과 수도사단을 휘하에 두고 있었으며, 제2군단은 제1보병사단과 제6보병사단을 휘하에 두고 있었다. 재편성된 대한민국의 제3보병사단은 직접적인 대한민국 육군의 통제 하에 놓였다. 유엔군 병력의 사기는 그 당시 패배를 많이 당했기 때문에 사기가 낮았다. 미군 병력은 7월에 6,000명의 병력을 잃었고, 대한민국 군대 또한 70,000명 정도 되는 병력을 잃었다.
양측의 병력 수는 지속적인 연구에서 추정하기 어려워졌다. 북한군은 1950년 8월 5일 기준으로, 약 70,000명의 전투 병력이 낙동강 방어선에서 싸우고 있었는데, 대부분은 전투력이 약했다. 약 3,000명 미만이 기계화 병력이었고, 약 40대 정도의 T-34 전차가 전선에 있었는데 그 이유는 전쟁터에서 큰 과도한 손실을 입었기 때문이다. 더글러스 맥아더 장군은 8월 4일 기준으로 유엔군 병력 141,808명이 대한민국에 있다고 보고했다. 이중 45,000명이 미 육군 병력이었고, 나머지 45,000명이 대한민국의 전투 병력이었다. 또한 UN 육상 전투 병력은 북한군 병력을 70,000명보다 수가 많은 92,000명으로 판단했다. 유엔군은 제해권 및 제공권을 완전히 확보했고, 미국 공군과 해군 요원들은 육상 병력에게 적들이 전투에서 대항하지 못하도록 지원을 해줬다.

#### 해군 병력
전반적인 해군 병력의 지휘는 미국 제7함대가 맡았으며 해군 병력의 대부분 또한 미국에서 왔다. 영국 또한 항공모함과 몇몇 순양함을 포한 소규모의 해군 기동 부대를 지원했다. 이에 따라 오스트레일리아, 캐나다, 뉴질랜드 또한 함대를 제공했고, 네덜란드 또한 영국과 함께 함대를 파견했다. 제5공군의 전폭기가 해안이나 USS 밸리포지와 USS 필리핀시로부터 이륙했다. 8군의 전투가 끝날 무렵 오마 브래들리 장군 미국 제12군단의 더 많은 항공 지원이 있었다.
남쪽에서 북동쪽에 이르기까지 유엔군과 맞서 싸운 북한군 병력은 제105기갑사단의 제83차량화보병연대와 제3군단, 제2군단, 제13군단, 제15군단 등이 있었다. 이외에도 제1, 제13, 제8, 제12, 제5 사단과 같은 사단들과 제766독립보병연대가 참여했다. 1950년 9월까지 전투가 확산되자 더 많은 유엔군 병력이 미국과 다른 국가로부터 도착했다. 제2보병사단, 제5연대전투단, 제1임시해병여단, 그리고 영국 제27보병여단이 전투 기간 동안 부산에 도착했고, 새로운 병력과 장비 또한 다량으로 들어왔으며, 탱크도 800대가 들어왔다. 전투가 종료될 무렵, 제8군의 병력은 3개의 조직력이 부족하고 준비되지 않은 군대로부터 장비를 잘 갖추고 전쟁에 준비가 된 4개의 편대로 바뀌었다.

## 수송

### 유엔군
1950년 7월 1일, 미국 극동 사령부는 미국 제8군을 대한민국에서의 미국  그리고 대한민국 군대를 포함한 UN 병력의 병참을 담당하게 했다. 미국과 대한민국의 군대에 대한 지원은 미국 본토와 일본으로부터 왔다. 대한민국 군대에 대한 재정비는 유엔 병력이 7월 달에 겪고 있던 주요한 병참 문제를 드러냈다. 가장 큰 문제는 탄약 부족이었다. 병참 상황이 날이 갈수록 개선되고 있음에도 불구하고 탄약은 대부분의 전장에서 부족했다. 지원품에 대한 소비는 병력마다 모두 달랐고, 초기 계획의 부족은 유엔 군수인들이 그때 그때 상황을 보아가며 일을 처리하게 만들었다. 한국 내의 유엔군 병력에 대한 최저 생활은 전쟁 초기에 유엔군이 직면하는 다른 병참 문제들 중 하나였다. 대한민국에는 C-레이션이 거의 없었으며 전쟁이 발발했을 때에는 일본에 적은 양의 비축품이 있었다. 미국 총사령관은 미국으로부터 극동 지역까지 미군에 이용가능한 모든 C-레이션과 B-레이션을 수송하라고 명령했다. 육군의 레이션은 2차 대전 때 많이 먹던 K-레이션이었다. 대한민국 병력의 최저 생활 동안 똑같이 중요하면서도 어려운 문제였다.

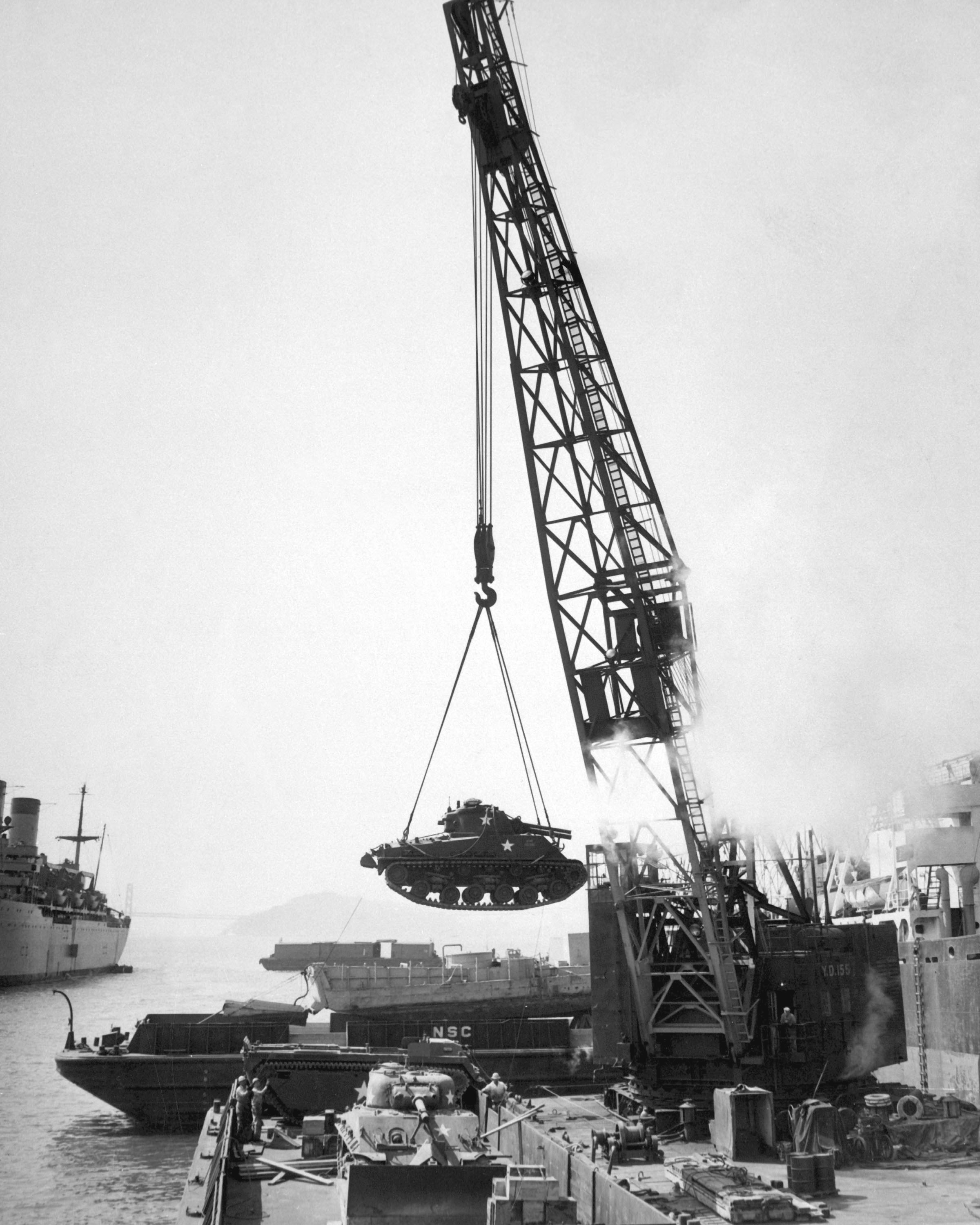
M4 셔먼 전차가 캘리포니아주의 오클랜드 항구에서 수송함의 짐칸으로 이동하는 것을 찍은 사진. 이 배는 1950년 부산으로 가는 배였다.

해상에서 재보급의 대부분은 미 육군 및 해군의 수송선에서 이루어졌다. 배에 대한 엄청난 수요는 복무 중인 군함을 증가시키기 위해 유엔군이 비축 함대로부터 배를 가져오거나 개인용 배를 전세를 내서 얻게 하였다. 국제연합은 대한민국에서 가장 발달된 항구가 한반도 남동쪽 끝인 부산이었기 때문에 해상 수송에서 주요한 이익을 얻었다. 부산은 큰 화물들을 취급할 수 있는 갑문 시설이 있는 대한민국의 유일한 항구였기 때문이다. 매우 중요한 물품의 긴급 공중 수송이 미국으로부터 극동 지역까지 즉각적으로 이루어졌다. 태평양 군단의 군 공수 서비스(MATS)는 전쟁 직후 급속히 확장되었다. 극동에서 이용 가능한 매우 제한된 보급품에 대한 부담과 더불어 전투기와 수송기 때문에 전쟁 초에 항공유에 대한 소비가 엄청났는데, 그것이 심각한 수송 문제 중 하나가 되었을 정도이다. 일본인에 의해 지어진 부산으로부터 출발하는 좋은 철도 시설도 수송에 도움을 주었다. 철도는 대한민국에서 유엔의 수송체계의 기반이었다. 한국의 차량 도로는 미국이나 유럽의 기준에서 부차적인 유형의 수송체계였다.

### 북한군
북한 수송의 책임은 최용건이 이끄는 북한 국방부와 최용건이 담당하는 후방 시설부로 나눠져 있었다. 북한 국방부는 철도 수송 및 군수 지원품 조달을 담당하고 있었고, 후방 시설부는 도로 수송을 담당하고 있었다. 북한군은 매우 빈약하고 유엔군보다 적은 수송체계에 의존하고 있었다. 이 수송망은 이러한 이유에서 더 멀리 갈수록 더 적은 공급품을 받게 되는 것을 유발했고, 이는 전방 병력에 심각한 어려움을 가져왔다. 소련식 효율적 모델에 기반하여 이 육상 기반의 수송망은 철길을 우선적으로 이용했지만 병력들은 그 물품들을 걷거나, 트럭에 싣거나, 마차 또는 손수레를 이용하여 보급품을 운반했다. 두번째 노력은 더 유동적이었음에도 불구하고 덜 효율적이고 전선까지 이동하는 데 너무 느렸기 때문에 지속적인 불이익을 가져다 주었다.
7월 중순에 유엔의 극동 사령부의 폭격기 사령부가 북한 수송 목표에 대항하여 꾸준한, 그리고 수를 늘린 전역을 시작했다. 이러한 수송 목표 중 하나가 동해안의 원산이었다. 원산은 시베리아의 블라디보스토크와 철도 및 해로로 연결되는 북한의 중요한 수송 체계의 중심지 중 하나였다. 그곳으로부터 철도는 북한군의 모든 기반시설을 지나갔다. 7월 27일, 극동 공군 폭격기 사령부는 전반적인 철도 차단 계획을 준비시켰다. 이 계획은 북한군 병력 및 물자의 흐름을 북한에서 전투 지역까지 끊는 것으로 예정되었다. 두 개의 차단 지점은 평양의 대동강 철교 및 조차장과 함흥 다리 및 함흥과 원산의 조차장으로, 거의 대부분의 중요한 북한군 철도 수송 체계를 끊는 것이었다. 서울 근처의 한강철교를 파괴한 것은 낙동강 방어선 지역으로의 철도 체계를 끊는 것으로 보았다. 7월 28일 미국 극동 공군은 폭격 사령부에 철도 차단 프로그램에서의 공습 목표를 제공했고, 이틀 후 비슷한 계획이 국도의 차단을 위해 준비되었다. 8월 4일, 미국 극동 공군은 B-29 폭격기의 차단 공격을 시작했다. 이 때의 주요 목표는 한반도 37도선 이북의 중요한 철도를 모조리 파괴하는 것이었다. 그리고 8월 15일, 경폭격기와 전폭기가 차단 작전에 참여했다. 북한군의 항공기나 큰 규모의 활주로의 부족은 공중 재보급이 매우 적게 수행된다는 것을 의미했다. 이에 따라 북한군의 대부분의 중요한 물자는 중국으로부터 수입되었다. 더 중요한 것은 항공기가 북한군의 수송 전략에서 더 이상 역할을 수행할 수 없음을 의미했다. 북한군은 또한 해상 수송을 효율적으로 활용할 수 없었다. 원산항이나 함흥(정확히는 흥남)의 항구는 몇몇 병력이나 물자 지원으로 사용가능했지만 너무 시설이 낙후되었고, 남쪽의 인천이나 군산은 거대한 전함을 항해하기에는 항구의 폭이 좁았다.

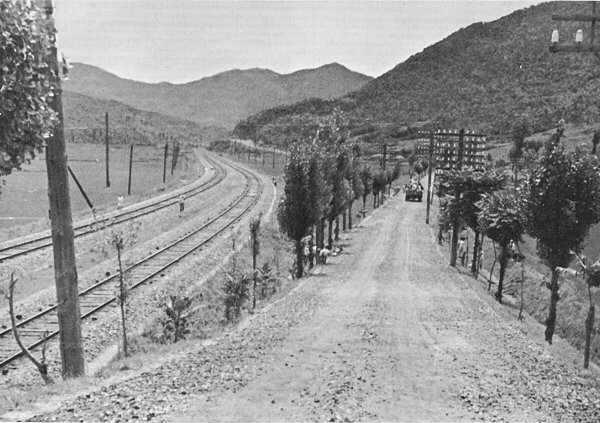
경부선을 비롯한 서울과 부산을 이어주는 철도와 도로는 전선으로 물자를 보급하는 데 필수적이었다.

제5공군이 대한민국 상공에서 우위를 점한 것은 전투 지역으로 북한군이 보급품을 이동시키는 것을 밤에만 가능하게 했다. 북한군은 트럭의 부족이 열차로부터 개개 병력에게 물자를 제공하는 것을 어렵게 함에도 불구하고 철도에 의존했다. 이는 북한군이 전선으로 손수레나 마차에 의존하게 되는 계기가 된다. 북한군은 지속적으로 이어지는 거센 공습에도 불구하고 기나긴 통신 및 수송체계를 따라 전선으로 물자를 보급할 수 있었다. 유엔군은 북한군의 철도 수송을 막는 데 실패한 것이다. 항공유나 휘발유는 물자 보급상 가장 우위에 있는데 북한군은 그 양이 줄어들었음에도 불구하고 계속 항공유와 휘발유를 전선에 보급했다. 무엇보다도 전투식량은 하루에 1번이나 2번 정도 먹을 수 있는 양이었다. 대부분의 병력은 대한민국 국민들로부터 떨어져서 지내야 했고, 밤에 음식과 보급품을 쓰레기 더미에서 뒤져야 했다. 9월 1일에 북한군의 전선에서의 식량 사정은 너무나도 나빠서 대부분의 병사들이 전투 효율력의 손상을 입는 결과를 초래한 스태미나의 부족을 겪어야 했다. 수송체계의 비효율성은 북한군의 치명적인 약점으로 작용하면서 전투 병력의 초기 성공에도 불구하고 큰 패배를 당하는 계기가 되었다. 북한군의 통신 및 보급 문제는 거대한 공중 공격이나 육상 전투, 포격 등 중요한 때에 돌파구를 마련하지 못하고 지원에 차질을 빚게 했다.

## 8월 공세

### 방어선과 방어 목표
8월 1일, 미 제 8군은 낙동강 동부로의 계획된 철수를 위해 모든 대한민국 내의 유엔군 육상 병력에 작전 지시를 언급했다. 유엔 병력은 주요 방어 위치를 낙동강 방어선이라 불렸던 주요 방어선을 설립했다. 목적은 미군이 반격을 준비하며 후퇴하는 동안 조선인민군의 발을 붙잡아놓는 것이었다. 방어선은 유엔군이 전쟁의 첫 달 동안 지속적인 패퇴를 겪음으로써 최후의 보루가 되었다. 더 이상의 후퇴는 제 8군에 심각한 손실을 입힐 수 있었다. 미국 제25보병사단은 마산 남쪽의 측면을 고수했고, 함양과 거창을 방어하던 제24보병사단은 합천을 거쳐 창녕일대로 철수했다. 미국 제24사단의 철수를 돕기위해 영동 및 황간에서 전투를 벌이던 미국 제1기병사단은 왜관으로 철수했다. 미군 병력은 낙동강 위의 다리들을 모조리 파괴했다. 제1기병사단이 맡은 구역의 1개의 다리에서는 사단장이 다리 위의 난민들을 이동시키려고 시도했으나 그들은 경고와 다리 폭파 시도에도 불구하고 지속적으로 다리를 건넜다. 어쩔 수 없이, 사단장은 수백명의 난민들과 함께 다리를 폭파시켰다.
UN 방어 계획의 중심에서는 부산항을 고수하는 것이 있었다. 부산항은 중요한 육상 보급품과 새로운 병력이 미국 및 일본으로부터 도착하는 곳이었다. 부산은 미군 전투 병력및 화물기가 더 많은 보급품을 가지고 들어올 수 있는 공항을 보유하고 있었다. 부산항의 크레인의 설치는 중무기와 중급 화물을 더 쉽게 다루는 것을 가능하게 했고, UN군의 항공기의 사용을 지속적으로 감소시켰다. 제2차 대전 때의 레드볼 익스프레스와 유사한 체계는 부산에서 전선까지 보급품을 쉽게 이동시켰다. 매달 부산에는 수백 척의 배가 도착했는데, 7월 달에는 230척이었고, 그 후 꾸준히 배의 숫자는 증가했다. 7월 24일, 유엔군은 도쿄에 있는 더글러스 맥아더 장군을 최고사령관으로 임명했다. 북한군 병력은 이 사이에 과도하게 늘어진 보급선 문제로 그들의 전투력을 상실하자 큰 고통을 받고 있었다. 북한군이 낙동강 방어선으로 올 수 있는 길에는 크게 4가지가 있었다. 남쪽으로 마산을 통과하여 남강 및 낙동강을 건너가는 방법, 낙동강 돌출부를 통과하여 밀양의 철도(경부선)를 이용하는 방법, 대구를 통과하는 방법, 그리고 동쪽 협곡 지대인 경주를 통과하는 방법이 그 4가지였다. 북한군은 이 4개의 통로를 얻기 위해 8월에 지속적으로 대규모 공세를 가해왔다. 결과적으로 부산 부근 전투는 거대한 전역으로 변하게 되었다.

### 반격

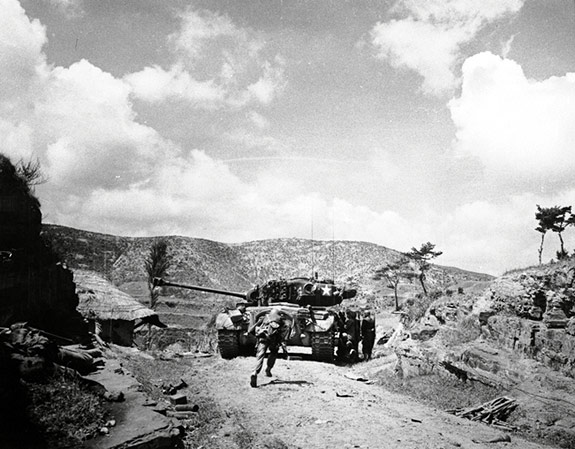
미국 장갑차가 마산 서쪽으로 이동 중이다.

월턴 워커가 이끄는 제 8군은 반격을 준비하고 있었고, 8월 동안 첫 반격이 유엔에 의해 수행되었다. 북한군 6사단으로부터 진주를 막기 위해 마산 지역의 미군 병력에 의한 공격으로 북한군에게 타격을 줄 예정이었다. 8월 중순에 이들은 금강 일대에서 거대한 공세를 받은 이후였다. 워커의 목표 중 하나는 남쪽으로 향하는 북한군을 우회시킴으로써 대구 지역에서 예상되는 적의 공격을 분쇄하는 것이었다. 8월 6일, 제8군은 미 제25보병사단 사령관인 윌리엄 B. 킨의 이름을 딴 킨 특수부대에 의한 공격을 위한 작전 지시를 언급했다. 킨 특수부대는 제25보병사단과 제27보병사단, 육군 포병대대를 비롯하여 제5전투여단 제1임시해병여단으로 구성되었는데 총 병력은 2만 명이었다. 공격 계획에는 마산 근처를 고수하며 서쪽으로 이동하는 것, 진주로 가는 길을 포위하는 것, 남강을 확보하는 것이 포함되어 있었다. 그러나, 공격은 제2보병사단 전체가 도착하는 것과 미군 전차가 있는 3개의 기갑여단에 의존하였다. 킨 특수부대는 8월 7일 공격을 시작해서 마산을 떠났다. 도시 북쪽 통로이자 전초전의 장소였던 마산 협로에서 제35보병사단이 500명의 북한군 보병을 만나 그들을 격퇴했다. 특수부대는 반송리를 향해 진격하며 또 다른 북한군 350명을 사살하고 북한 제6사단의 본부를 향해 진격했다. 그러나 나머지 미군의 진격은 적군의 저항으로 늦어졌다. 킨 특수부대는 지동리 지역을 압박했는데 혼란스러운 전투가 벌어짐에 따라 분산된 병력은 공습과 보급품에 의존해야 했다. 킨의 공격은 북한군 제6사단과 직접 충돌함에 따라 붕괴되었다.
거센 공세는 3일 간 지속되었다. 8월 9일, 킨 특수부대는 진주에 거의 당도했다. 공군의 지원 하에, 미국군은 북한군의 저항이 거셌음에도 불구하고 초기에 빠르게 진전했다. 8월 10일. 해병대는 진전을 시작해서  북한군 제105기갑사단의 83기계화여단을 발견했다. 제1해병공군의 F4U 콜세어들이 후퇴하는 북한군을 지속적으로 공격하여 200명을 사살하고, 100대의 전투 차량을 격파했다. 그러나 제1임시해병여단은 8월 12일부터 방어선 인근으로 재배치되기 위해 물러났다. 킨 특수부대는 지속적으로 해군 및 육군 포병의 협조하에 진격을 거듭하여 지동리 부근의 지역을 점령했다. 그러나 제8군은 낙동강 돌출부를 중심으로 한 대구 중심으로 킨 특수부대의 병력을 재배치할 것을 요구했다.
25보병사단의 유지여단이 협곡을 통해 이동하려는 시도는 8월 10일부터 11일 사이의 밤에 이루어졌고 고지에서 미군을 몰아낸 북한군으로부터 아침에 공격을 받았다. 혼란 속에서 북한군은 차단로를 돌파할 수 있었고, 미국 지원포병 지점을 공격할 수 있었다. 기습 공격은 555 및 90 야전포병여단을 제거하는데 성공했고 그들의 물품 다수를 노획했다. 북한군과 미군 병력 모두 상황을 잘 알고 있었고, 미 해병대 공군은 계속 엄호를 하고 있었지만 양측 모두 서로에게 피해를 엄청나게 입혔지만, 이렇다 할 만한 성과를 내놓지 못했다. 미군은 북한군에게 빼앗긴 지역을 탈환하는데 실패했고, 수많은 손실이 탈환 시도에서 동반되었다. 나중의 조사에 따르면 제555야전포병대대에서 55명의 사망자가, 제90야전포병대대에서 20명의 사망자가 발생한 것으로 나왔고, 이들은 다시 미군 지대로 회복되었을 때 참수된 것으로 나타났다. 킨특수부대는 마산으로 후퇴해서 8월 14일 그들의 소득을 회복할 수 없었으며 그들이 공세를 시작한 지점으로 되돌아왔다. 킨 특수부대는 북쪽에서 북한군 병력을 우회시키는 데 실패했으며, 진주로 가는 길에 도달하는 것도 실패했다. 그러나 공격은 25보병사단의 사기를 드높인 것으로 평가된다. 북한군 제 6사단은 3천 명에서 4천 명으로 줄어들었고 안동으로부터의 대한민국 징집병으로 보충해야 했다. 그 지역에서의 전투는 몇 달 동안 더 지속되었다.

### 낙동강 돌출부
낙동강과 남강의 돌출부에서 7 마일 (11 km) 북쪽인 곳에, 낙동강은 영산의 서쪽 반대편을 반원형태의 고리 모양으로 굽어흐르고 있다. 대부분의 굽이에서 낙동강은 400m 정도의 폭과 6피트 정도의 깊이이기 때문에, 보병이 이 곳을 건너는 것에는 어려움이 많이 따랐지만, 차량이 도움 없이 도하하는 것을 막아주는 역할도 했다. 방어선은 미군 제24보병사단이 존 H. 처치 장군의 지휘 하에 강 지역을 감시하는 고지를 중심으로 관찰 지역의 연결에 의해 조정되고 있었다. 반대로 이러한 군대는 북한군의 도하 시도에 의해 언제든 반격받을 수도 있었다. 자주포나 박격포 등의 포격도 한 지역에 엄청나게 퍼부을 수 있었다. 사단은 극도로 얇게 퍼져 있었고 이미 병력이 약화되어 있었는데, 이는 이 지역의 방어선이 취약함을 드러낸 것이라 할 수 있다.

## 9월 공세

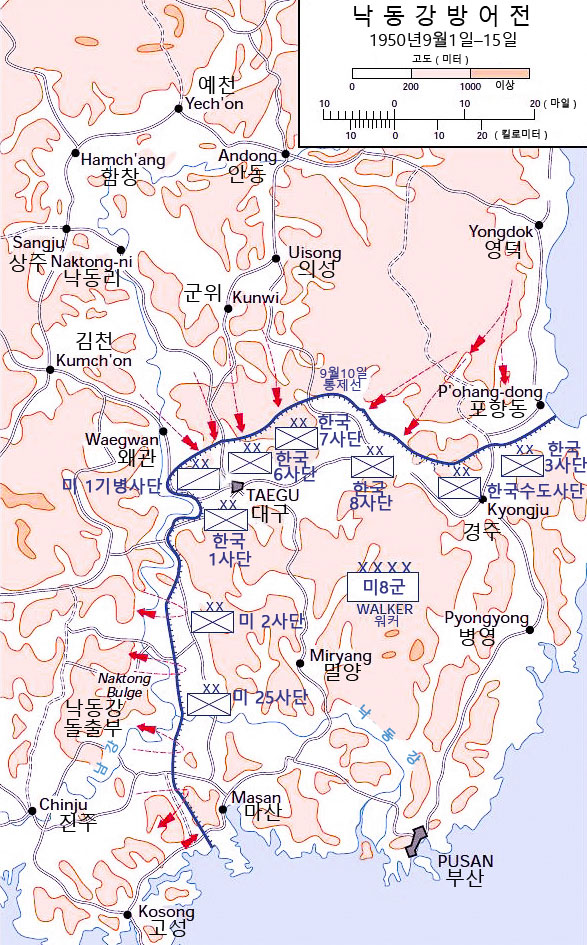
1950년 9월 인천 상륙 작전 직전의 낙동강 방어선 상황.

8월 말까지 조선인민군은 한계에 도달하여 많은 원래 부대들이 대폭 축소된 전력과 효율성을 보였다. 조선인민군은 보급 문제에 시달렸고, 식량, 무기, 장비 및 보충 병력의 부족이 흔했다. 8월 말까지 유엔군은 조선인민군보다 더 많은 전투 병력을 한반에 배치했으며, 유엔군은 공중과 해상에서 거의 완전한 우위를 점했다. 조선인민군의 전차 손실은 수백 대에 달했으며, 9월 1일 기준으로 100대 미만의 전차가 남아 있는 반면, 미국군은 600대의 전차를 보유하고 있었다. 8월 말까지 조선인민군의 유일한 남은 이점은 주도권이었으며, 조선인민군 병사들은 높은 사기와 대규모 공세를 펼칠 수 있는 충분한 보급품을 유지하고 있었다.
소련으로부터의 정보를 통해, 북한군은 유엔군이 부산 교두보 주변에서 전력을 증강하고 있으며, 곧 공격을 감행하지 않으면 전투에서 패배할 것이라는 것을 알고 있었다. 새로운 공세를 계획함에 있어서, 조선인민군 지휘관들은 유엔 해군의 지원 덕분에 유엔군을 측면에서 공격하는 것은 불가능하다고 판단했다. 대신에, 정면 공격을 통해 교두보를 돌파하고 무너뜨리는 것을 선택했다. 부차적인 목표는 대구를 포위하고 그 도시에 있는 유엔군 부대를 격파하는 것이었다. 이 임무의 일환으로, 조선인민군은 먼저 대구로 가는 보급선을 차단할 계획이었다.
북한군 계획자들은 새로운 공세를 대비하여 병력을 증강했다. 원래 2개의 군단에 10개 사단이었던 조선인민군은 14개 사단과 여러 독립 여단으로 확대되었다. 새로운 병력은 북한 내 예비군에서 충원되었다. 최용건 원수가 조선인민군의 부사령관을 맡았고, 김책 장군이 전선사령부를 지휘했다. 그 아래에는 동부의 제2군단과 서부의 제1군단이 있었다. 제2군단은 조선인민군 제10, 제2, 제4, 제9, 제7, 제6사단과 제105기갑사단을 통제했으며, 제16기갑여단과 제104경비여단이 지원했다. 제1군단은 제3, 제13, 제1, 제8, 제15, 제12, 제5사단을 지휘했고, 제17기갑여단이 지원했다. 이 병력은 약 97,850명에 달했으나, 그 중 3분의 1은 남한에서 강제로 징집된 신병들이었고, 무기와 장비가 부족했다. 8밀월 31일까지 이들은 12만 전투 병력과 6만 지원 병력의 유엔군을 상대하고 있었다.
8월 20일, 조선인민군 지휘부는 하급 부대에 작전 지령을 배포했다. 이 지령은 유엔군 전선에 대해 동시 다섯 돌진 공격을 요구했다. 이는 유엔군 방어병력을 압도하고 조선인민군이 적어도 한 곳에서 유엔군 전선을 돌파하여 후퇴시킬 수 있도록 했다. 다섯 개의 전투 집단이 다음과 같이 편성되었다:
1. 제6 및 제7사단은 마산에서 미국 제25보병사단을 돌파한다.
2. 제2, 제4, 제9, 제10사단은 낙동강 돌출부에서 미국 제2보병사단을 돌파하여 밀양과 영산으로 진격한다.
3. 제3, 제13, 제1사단은 대구로 향하는 미국 제1기병사단과 대한민국 제1사단을 돌파한다.
4. 제8 및 제15 사단은 하양읍과 영천으로 향하는 대한민국 육군 제8사단과 제6사단을 돌파한다.[119]

## 같이 보기
- 인천 상륙 작전

## 참고 자료
- Alexander, Bevin (2003). 《Korea: The First War We Lost》 (영어). 뉴욕주 뉴욕: Hippocrene Books. ISBN 978-0-7818-1019-7.
- Appleman, Roy E. (1998). 《South to the Naktong, North to the Yalu: United States Army in the Korean War》 (영어). 워싱턴 D.C.: 미국 육군부. ISBN 978-0-16-001918-0. 2019년 10월 18일에 원본 문서에서 보존된 문서. 2015년 2월 10일에 확인함.
- Bowers, William T.; Hammong, William M.; MacGarrigle, George L. (2005). 《Black Soldier, White Army: The 24th Infantry Regiment in Korea》 (영어). 하와이 호놀룰루: University Press of the Pacific. ISBN 978-1-4102-2467-5.
- Catchpole, Brian (2001). 《The Korean War》 (영어). 런던: Robinson Publishing. ISBN 978-1-84119-413-4.
- Ecker, Richard E. (2004). 《Battles of the Korean War: A Chronology, with Unit-by-Unit United States Causality Figures & Medal of Honor Citations》 (영어). 노스캐롤라이나주 제퍼슨: McFarland & Company. ISBN 978-0-7864-1980-7.
- Fehrenbach, T.R. (2001). 《This Kind of War: The Classic Korean War History》 (영어) 50주년 기념판. 워싱턴 D.C.: Potomac Books. ISBN 978-1-57488-334-3.
- Gough, Terrence J. (1987). “U.S. Army and Logistics in the Korean War: a Research Approach” (PDF) (영어). CMH Pub 70-19. 워싱턴 D.C.: Center of Military History, U.S. Army. 2012년 3월 2일에 원본 문서 (PDF)에서 보존된 문서. 2013년 11월 13일에 확인함.
- Gugeler, Russell A. (2005). 《Combat Actions in Korea》 (영어). 호놀룰루: University Press of the Pacific. ISBN 978-1-4102-2451-4.
- Hanley, Charles J.; Choe, Sang-Hun; Mendoza, Martha (2001). 《The Bridge at No Gun Ri: A Hidden Nightmare from the Korean War》 (영어). 뉴욕주 뉴욕: Henry Holt Publishings. ISBN 978-0-8050-6658-6.
- Hoyt, Edwin P. (1984). 《On to the Yalu》 (영어). 뉴욕주 뉴욕: Stein and Day. ISBN 0-8128-2977-8.
- Leckie, Robert (1996). 《Conflict: The History Of The Korean War, 1950–1953》 (영어). 매사추세츠주 케임브리지: Da Capo Press. ISBN 978-0-306-80716-9.
- Marolda, Edward (2007). 《The US Navy in the Korean War》 (영어). 메릴랜드주 아나폴리스: Naval Institute Press. ISBN 978-1-59114-487-8.
- Millett, Allan R. (2000). 《The Korean War, Volume 1》 (영어). 네브래스카주 링컨: University of Nebraska Press. ISBN 978-0-8032-7794-6.
- Millett, Allan R. (2010). 《The War for Korea, 1950–1951: They Came from the North》 (영어). 캔자스주 로렌스: University Press of Kansas. ISBN 978-0-7006-1709-8.
- Paik, Sun Yup (1992). 《From Pusan to Panmunjom》 (영어). 뉴저지주 리버사이드: Brassey Inc. ISBN 0-02-881002-3.
- Shrader, Charles R. (1995). 《Communist Logistics in the Korean War》 (영어). 코네티컷주 웨스트포트: Greenwood Press. ISBN 0-313-29509-3.
- Stewart, Richard W. (2005). 《American Military History Volume II: The United States Army in a Global Era, 1917–2003》 (영어). 워싱턴 D.C.: 미국 육군부. ISBN 978-0-16-072541-8.
- Varhola, Michael J. (2000). 《Fire and Ice: The Korean War, 1950–1953》 (영어). 아이오와주 메이슨 시티: Da Capo Press. ISBN 978-1-882810-44-4.

### 웹
- “Two War Reporters Killed”. 《타임스》 (영어) (런던). 1950년 8월 14일. ISSN 0140-0460.
- “Royal Navy Rating Killed”. 《타임스》 (영어) (런던). 1950년 8월 24일. ISSN 0140-0460.
- “British Troops Land”. 《타임스》 (영어) (런던). 1950년 8월 29일. ISSN 0140-0460.
- “Far East Calsualties”. 《타임스》 (영어) (런던). 1950년 9월 6일. ISSN 0140-0460.
- Hanley, Charles J.; Jae-soon Chang (2008년 12월 6일). “Children 'executed' in 1950 South Korean killings” (영어). Breitbart. AP. 2012년 2월 1일에 원본 문서에서 보존된 문서. 2008년 12월 15일에 확인함.
- Bae Ji-sook (2009년 3월 2일). “Gov’t Killed 3,400 Civilians During War”. 《코리아타임스》 (영어). 2011년 7월 18일에 확인함.